# Je m'attache très facilement
Je m'attache très facilement est un roman d'Hervé Le Tellier publié en 2007 par les éditions Mille et une nuits (Fayard).

## Parutions
Le roman est tout d'abord publié en grand format en 2007 par les éditions Mille et une nuits qui sont une division de Fayard puis réédité en format poche en 2021 toujours chez le même éditeur.

## Synopsis
Ce court roman, en un prologue et douze chapitres, construit sur le mode d'un récit de voyage, raconte une débâcle amoureuse en Écosse : un homme (« notre héros ») décide de rejoindre sa jeune maîtresse (« notre héroïne »). C'est aussi un roman calqué (pastiché ?) sur le principe de l'autofiction.
Le titre du roman est une citation de Romain Gary, extraite de son « testament », Vie et mort d’Émile Ajar.

## Réception critique
Philippe Lacoche, dans Le Figaro, apprécie « un adorable petit roman, vif, ironique, amusant » et pour M.Pn (Le Monde), c'est « un roman minuscule et drolatique »

## Distinctions
Cet ouvrage a reçu en 2007 le prix du roman d'amour.